# Респиги, Пьетро
Пьетро Респиги (итал. Pietro Respighi; 22 сентября 1843, Болонья, Папская область — 22 марта 1913, Рим, королевство Италия) — итальянский куриальный кардинал. Епископ Гвасталлы с 14 декабря 1891 по 30 ноября 1896. Архиепископ Феррары с 30 ноября 1896 по 19 апреля 1900. Генеральный викарий Рима с 9 апреля 1900 по 22 марта 1913. Камерленго Священной Коллегии Кардиналов с 21 февраля 1906 по 15 апреля 1907. Архипресвитер патриаршей Латеранской базилики с 10 января 1910 по 22 марта 1913. Кардинал-священник с 19 июня 1899, с титулом церкви Санти-Куаттро-Коронати с 22 июня 1899.